# Horacio Elizondo

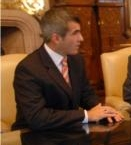
Horacio Elizondo

Horacio Marcelo Elizondo (Quilmes, 4 november 1963) is een voormalig Argentijns voetbalscheidsrechter, die ook internationaal actief was. 
Elizondo maakte in 1992 zijn debuut in de hoogste afdeling van het Argentijns voetbal in de wedstrijd tussen Deportivo Español en Belgrano de Córdoba. Hij floot op 9 oktober 1994 zijn eerste wedstrijd op internationaal niveau, de WK-kwalificatiewedstrijd tussen Ecuador en Colombia.
Elizondo was een van de 21 scheidsrechters tijdens het WK in 2006 in Duitsland. Hij floot daar vijf wedstrijden, waaronder de openingswedstrijd Duitsland - Costa Rica en de finale tussen Italië en Frankrijk. Tijdens de finale toonde hij Zinédine Zidane de rode kaart, nadat Elizondo van de vierde official had vernomen dat Zidane een kopstoot had geven aan Marco Materazzi. Met deze cruciale beslissing werd hij wereldberoemd. 
Elizondo was de eerste scheidsrechter die op een WK zowel de openingswedstrijd als de finale floot. 
De Argentijn beëindigde in december 2006 plotseling zijn carrière. Hij liet weten dat hij in het voetbal heeft bereikt wat hij wilde bereiken. Zijn laatste wedstrijd was Boca Juniors - CA Lanús, op 10 december. Elizondo begon daarna een scheidsrechtersschool.

## Statistieken
| evenement                        | wed | Kreeg geel | Kreeg voor de tweede keer geel en dus rood | Weggestuurd |
| -------------------------------- | --- | ---------- | ------------------------------------------ | ----------- |
| Copa Libertadores 2006           | 7   | 37         | 3                                          | 2           |
| CONMEBOL WK kwalificatie 2006    | 9   | 28         | 0                                          | 1           |
| Wereldkampioenschap voetbal 2006 | 5   | 26         | 0                                          | 3           |
| Totaal                           | 21  | 91         | 3                                          | 6           |